# Paolo Guinigi
Paolo Guinigi (Lucca, 1372 – Pavia, 1432) è stato un politico italiano.

## Ascesa politica
Figlio di Francesco Guinigi e di Filippa di Arbore Serpenti e ultimo di cinque fratelli, Paolo, condizionato dalla concorrenza dei congiunti, non aveva alcuna probabilità di diventare signore di Lucca. Già dal 1370, infatti la famiglia Guinigi aveva acquistato un grande potere a Lucca prima con Francesco Guinigi, padre di Paolo, e poi con Lazzaro Guinigi, fratello di Paolo. Infatti i Guinigi unirono il loro patrimonio e potere con la fortuna economica del ramo della famiglia Antelminelli di Lucca, di cui Filippa era discendente, per ottenere una posizione di risalto nella signoria lucchese.
Paolo fu inviato a Londra nel 1389, poi nelle Fiandre dal 1390 al 1392 dove sviluppò una grande esperienza. Successivamente rientrò in patria e coprì alcune importanti cariche politiche e militari quali membro del Consiglio generale nel 1392 e la carica di Anziano nel 1395.
Pur non essendo inizialmente il candidato della casata ad assumere il potere sulla città, una serie di tragici avvenimenti, come la morte dei fratelli, lo designò a pieno titolo. Vi fu infatti anche una guerra fratricida nella quale Paolo combatté contro il fratello Antonio Guinigi per vendicare la morte dell'altro fratello Lazzaro.
Nel 1400, Paolo assunse il potere facendosi nominare capitano e difensore del popolo, diventando Signore di Lucca il 21 novembre.

## Le mogli

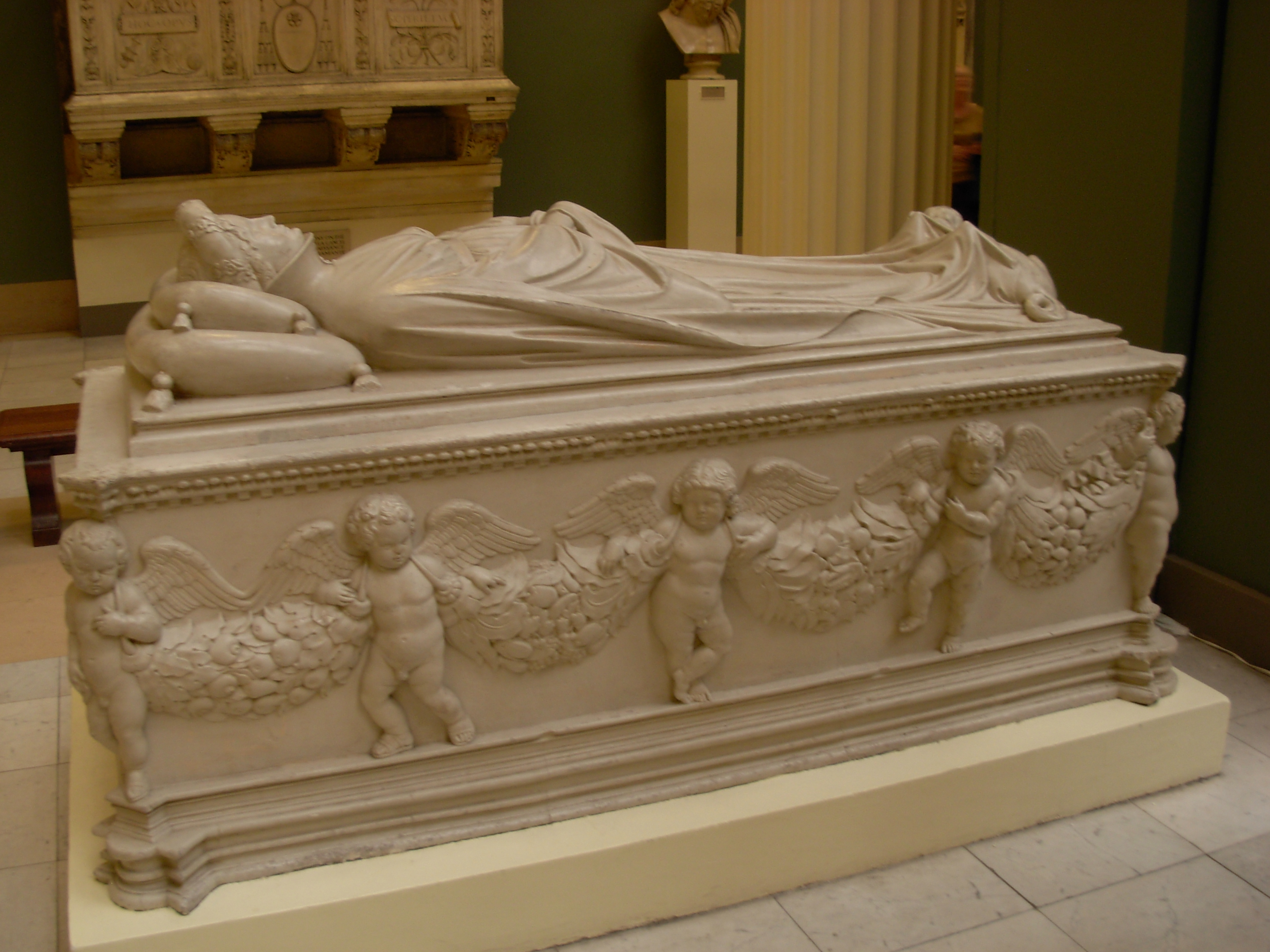
Monumento funebre di Ilaria del Carretto, seconda moglie di Paolo Guinigi, ad opera di Jacopo della Quercia

Il 13 maggio 1400 Paolo sposò Maria Caterina della famiglia lucchese degli Antelminelli legandosi ulteriormente alla prestigiosa e influente discendenza di Castruccio Castracani, già Signore di Lucca. Il matrimonio, pare mai consumato, fu celebrato quando Maria Caterina aveva appena 11 anni, e questa morì quasi subito dopo le nozze.
Il 3 febbraio 1403 Paolo sposò in seconde nozze Ilaria del Carretto, della ligure famiglia Del Carretto. La morte di Ilaria nel 1405 è legata alla realizzazione del famoso sarcofago di Jacopo della Quercia che si trova nella cattedrale di San Martino a Lucca.. La coppia ebbe due figli:
- Ladislao (24 settembre 1404 - c. 1445), uomo d'arme, tentò a più riprese di riconquistare Lucca, ma invano; il 7 agosto 1420 sposò Maria di Gentile di Rodolfo da Varano dei signori di Camerino (?-2/3 novembre 1430), nipote della matrigna, ed ebbe discendenza[2]:
  - Susanna (2 ottobre 1422 - novembre 1483), ottenne una pensione dalla Repubblica di Lucca nel 1442;
  - Bartolomeo (? - dopo il 1457), uomo d'arme;
  - Filippo (? - dopo il 1457), uomo d'arme;
  - Francesco (? - dopo il 1457), uomo d'arme;
- Ilaria minor (fine novembre 1405 - 1445), sposò nel maggio 1419[4] Battista Fregoso, doge di Genova nel 1437.

Il 17 aprile 1407 sposò Piacentina da Varano dei signori di Camerino (?-di parto, 11 settembre 1416), da cui ebbe sette figli:
- Sveva (1408 - ?);
- Francesco-Angelo (29 settembre - 6 ottobre 1409[2]);
- Agostino Filippo (28 agosto 1410[2] - ?), sopravvive alla caduta del padre ed è uomo d'arme;
- Vangelista;
- Rodolfo (? - 1448), sopravvive alla caduta del padre ed è uomo d'arme, partecipa alla guerra fra Genova e il marchesato di Finale;
- Rinaldo (? - settembre 1456), condivide la prigionia del padre a Pavia; liberato, è uomo d'arme e vive a Venezia;
- n.n., nato morto l'11 settembre 1416.

Infine, il 7 agosto 1420, sposò in quarte e ultime nozze Jacopa (?-di parto, 28 aprile 1422), figlia di Ugolino Trinci, signore di Foligno, da cui ebbe due figlie:
- Filippa (25 aprile 1421[7]-fra il 1501 e il 1512), per anni impegnata in una causa contro la Repubblica di Lucca, sposò verso il 1442 Tommaso Ravaschieri, conte di Lavagna;
- n.n., nata e morta il 25 aprile 1422.

Da un'ancella, ebbe il figlio illegittimo Stefano, che appoggiò il fratellastro Ladislao nel tentativo di riportare la famiglia al potere.

## Politica
Paolo all'inizio della sua signoria realizzò alcune opere pubbliche incrementando in particolare la fortificazione di Lucca e di conseguenza la sicurezza della città. Il 9 maggio 1401 iniziò la costruzione di un baluardo sui resti dell'antica fortezza Augusta realizzata da Castruccio Castracani nel 1322 e successivamente smantellata nel 1370. La nuova fortificazione fu chiamata la Cittadella e Paolo vi elesse la sede del suo potere.
Dal punto di vista commerciale potenziò l'efficienza del commercio del marmo di Carrara, dell'attività bancaria e della produzione dei prodotti in seta, facilitando l'afflusso a Lucca dei maestri da ogni parte di Europa. Perché i commerci prosperassero, Paolo attuò una politica estera conciliante, cercando alleanze con tutti i principati italiani e soprattutto con il papato. Questa strategia teneva in considerazione la limitata capacità bellica lucchese, volta invece principalmente verso il commercio.

## Arte

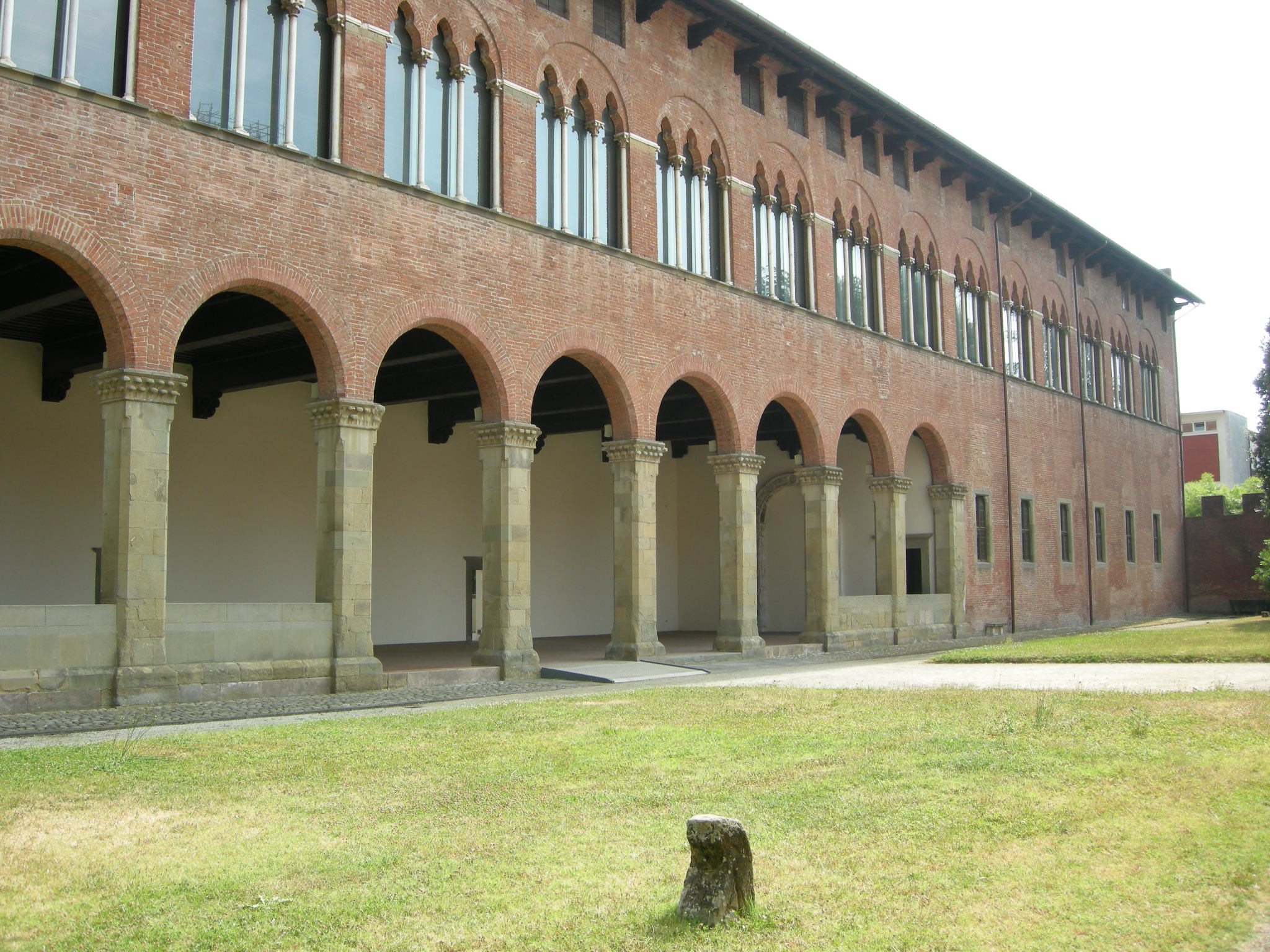
Museo nazionale di Villa Guinigi a Lucca

Paolo fu un buon mecenate secondo gli usi dell'epoca: oltre al famoso sarcofago di Ilaria del Carretto eseguito nel 1408 da Jacopo della Quercia e posto nel duomo di Lucca, Paolo Guinigi commissionò altre importanti opere, in particolare il polittico con la Madonna col Bambino e i santi Lorenzo, Girolamo e Frediano nella basilica di San Frediano, scolpita da Jacopo della Quercia tra 1412 e 1422. 

Per suo volere venne eretta anche la villa Guinigi dentro le mura di Lucca, oggi sede del Museo nazionale, con una ricca biblioteca.

## La caduta
Nel 1429 Lucca fu attaccata dai fiorentini a causa dell'alleanza lucchese con il duca di Milano Filippo Maria Visconti. I fiorentini, guidati da Niccolò Fortebraccio, penetrarono facilmente nelle campagne lucchesi e cinsero d'assedio le mura della città. Data l'impossibilità di abbattere le grandi mura i fiorentini si affidarono a Filippo Brunelleschi affinché deviasse il corso del Serchio per allagare la città. Ma il piano fu scoperto dai lucchesi che, con un'ardita uscita dalle mura e l'arrivo di Niccolò Piccinino, distrussero la diga in costruzione deviando le acque sul campo fiorentino. L'anno successivo i Medici tornarono al contrattacco ma anche stavolta Lucca fu salvata dall'aiuto di Francesco Sforza che inviò il suo capitano Niccolò Piccinino per scongiurare la caduta di Lucca in mano a Firenze.
Ma nel disordine che seguì questa vicenda, una rivolta popolare capeggiata da Pietro Cenami e Lorenzo Buonvisi il 15 agosto 1430 depose Paolo Guinigi e la repubblica venne nuovamente restaurata. Paolo venne processato e condannato a morte, fu poi arrestato, e morì nel 1432 in carcere a Pavia prigioniero del duca di Milano. 

I beni della sua famiglia furono confiscati e dispersi. Fu anche tentato di smembrare il sarcofago di Ilaria del Carretto, ma per la sacralità dell'opera si ritenne di non distruggerlo, limitandosi a asportarne solo alcune pareti laterali, più tardi ritrovate e ricollocate ai lati del sepolcro.